# Жуков Остров
Жу́ков Остров (укр. Жуків Острів) — местность в Киеве на правом берегу Днепра между озером Коник (простирается вдоль Столичного шоссе) и островом Водников, с которым соединяется дамбой (насыпана в 60-е годы XX столетия).
Название, вероятно, произошло от ручья Жуковка, который впадает в Днепр недалеко от Корчеватого. На последнем до середины 70-х годов XX столетия существовала Жукоостровская улица (исчезла вследствие снесения старой застройки).
Именно тут в 1937—1941 годах производилось строительство Объекта № 1 «Сталинское метро», с целью заменить собой мосты через Днепр на случай войны. Туннель длиной ~ 1 км и сейчас можно обнаружить на острове.
Жуков Остров занимает одноимённый ландшафтный заказник с общей площадью 361 га, на территории которого расположен памятник природы местного значения Дуб на синей воде.

## Иллюстрации

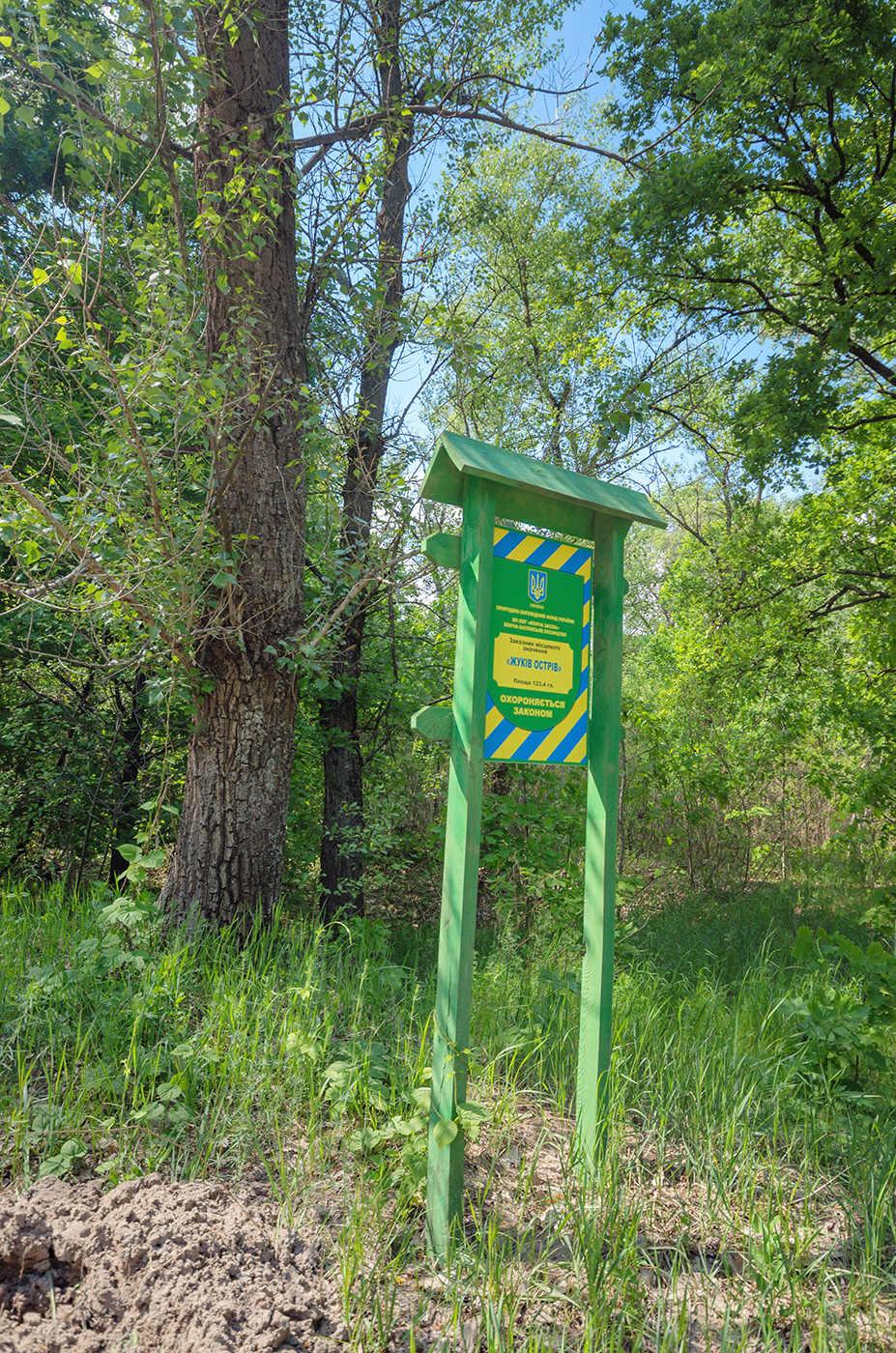
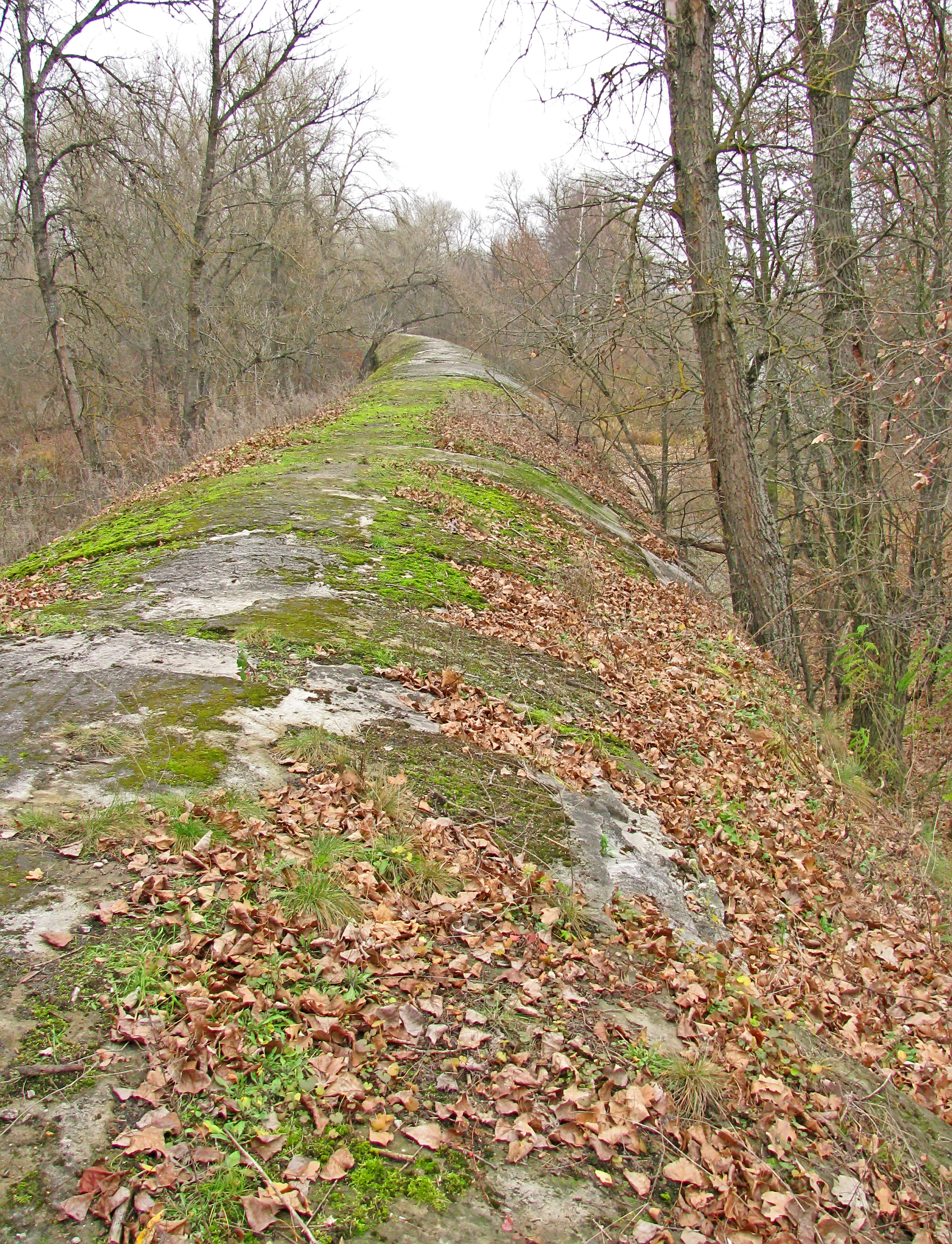
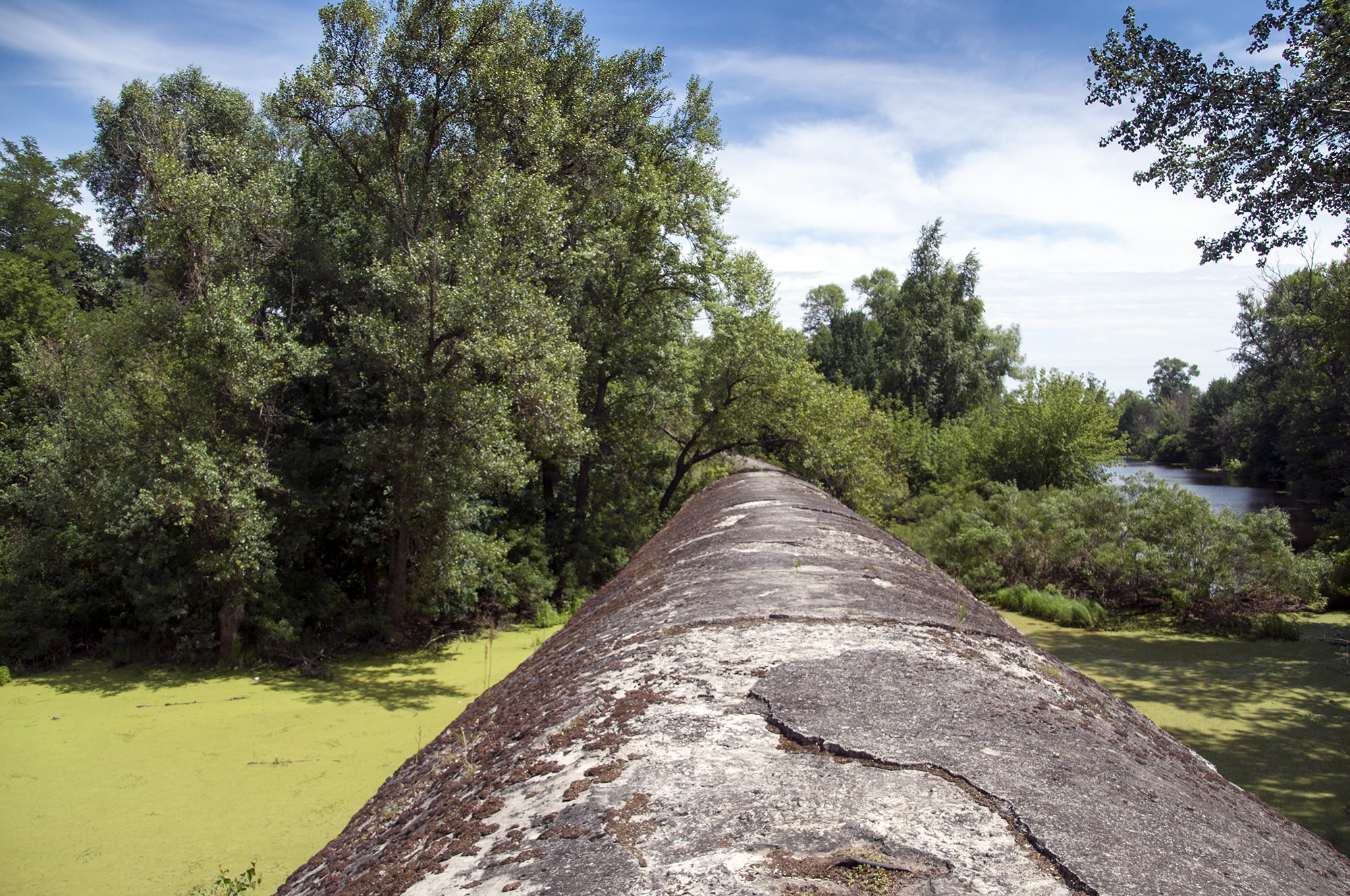
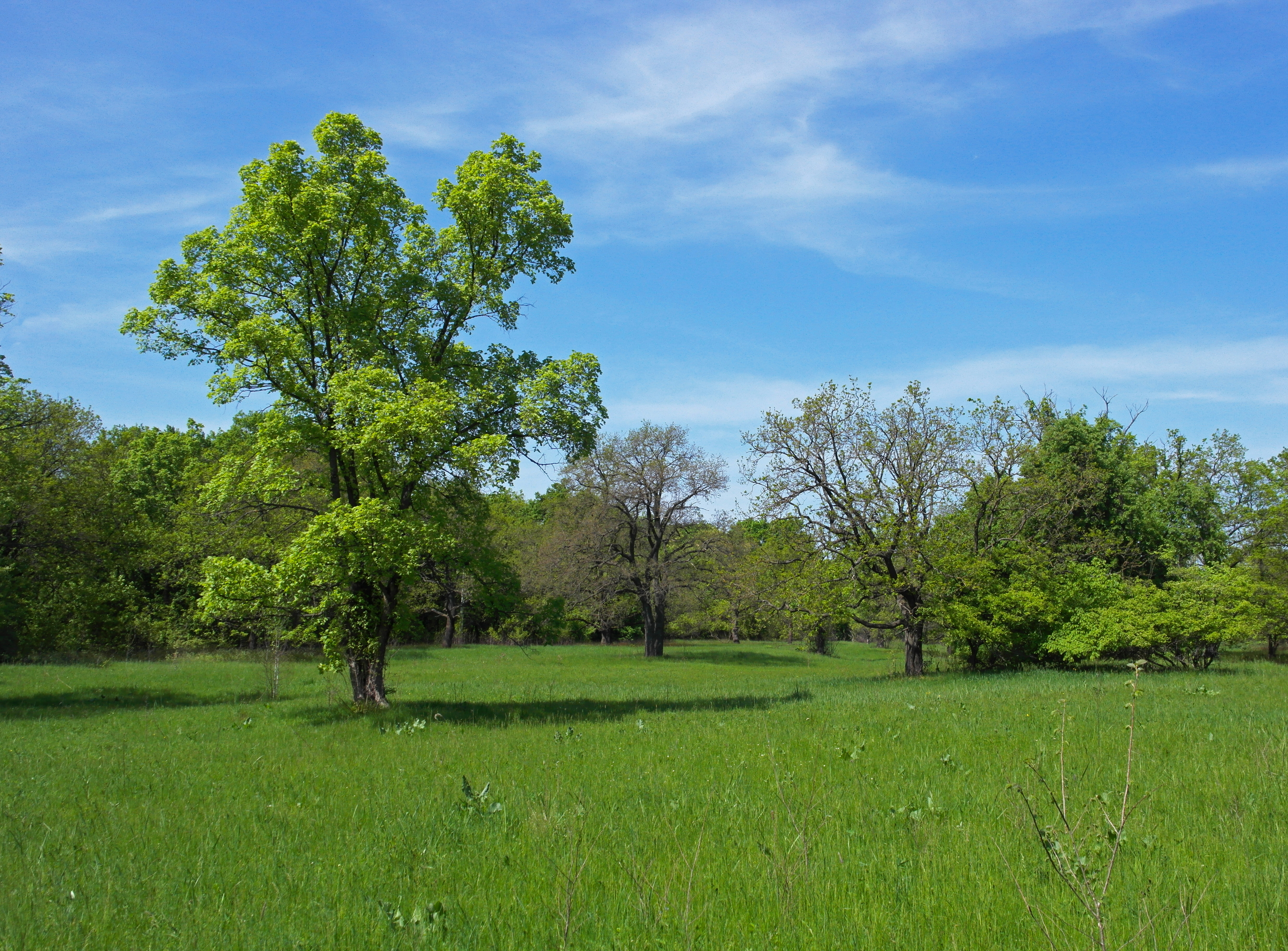
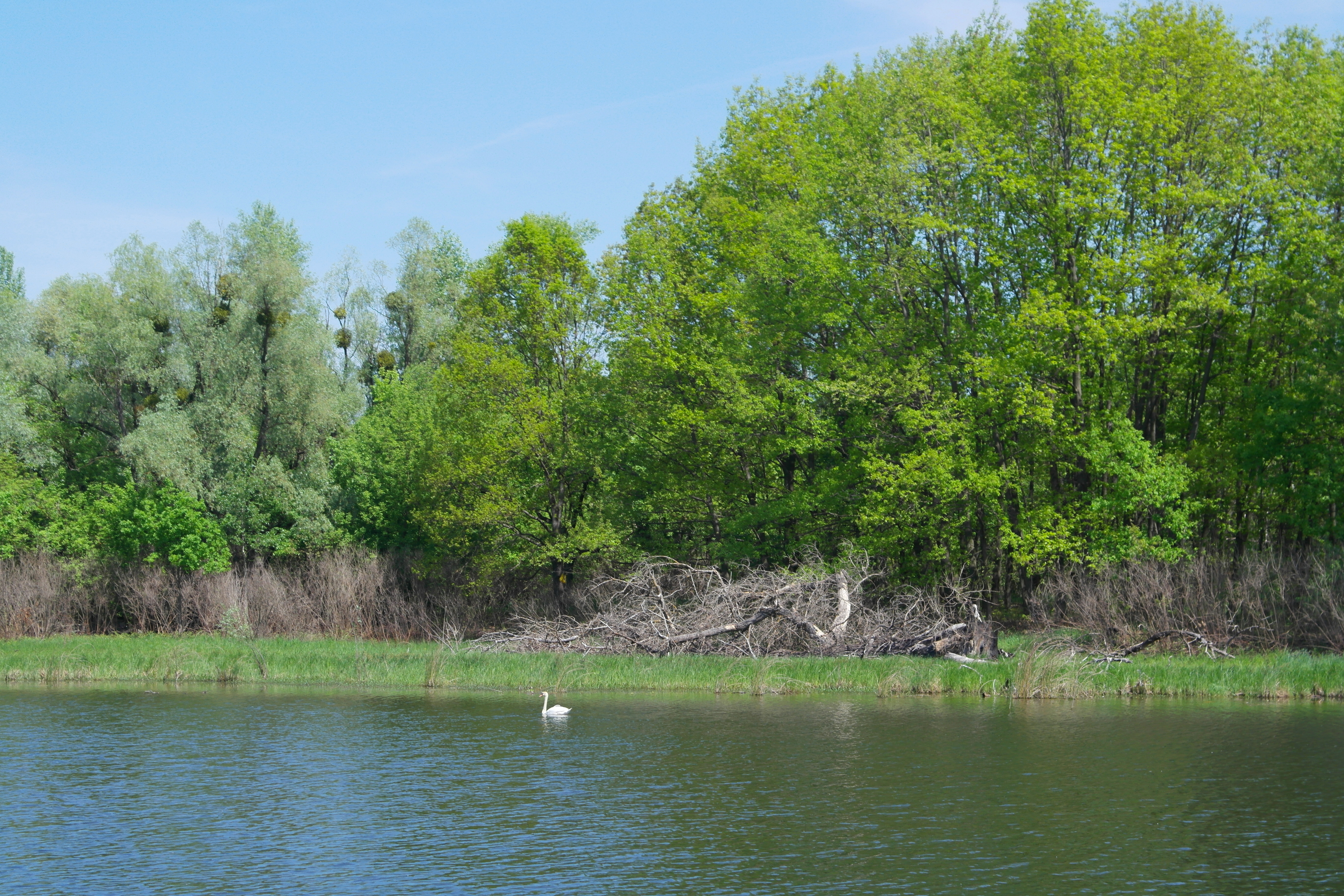
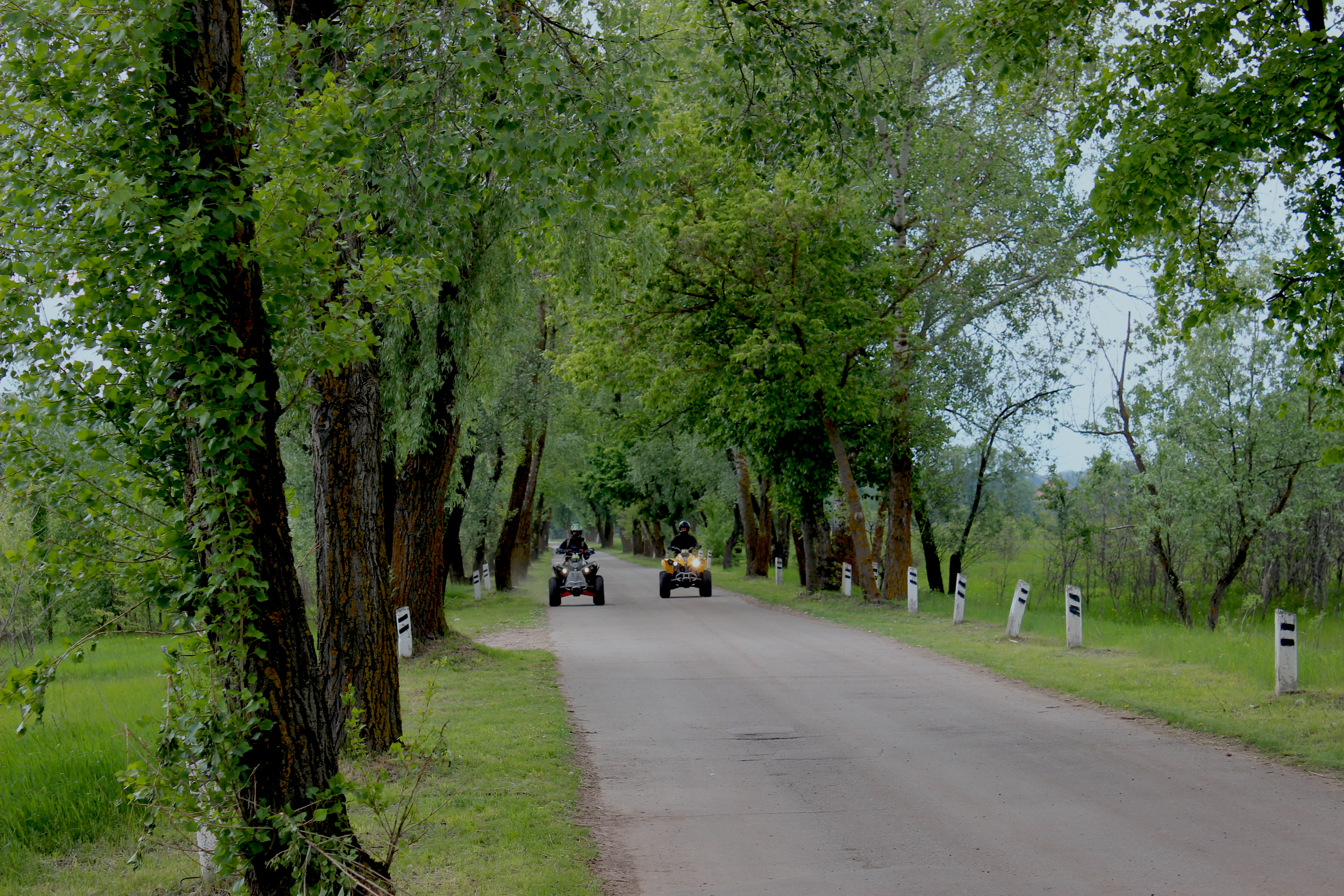
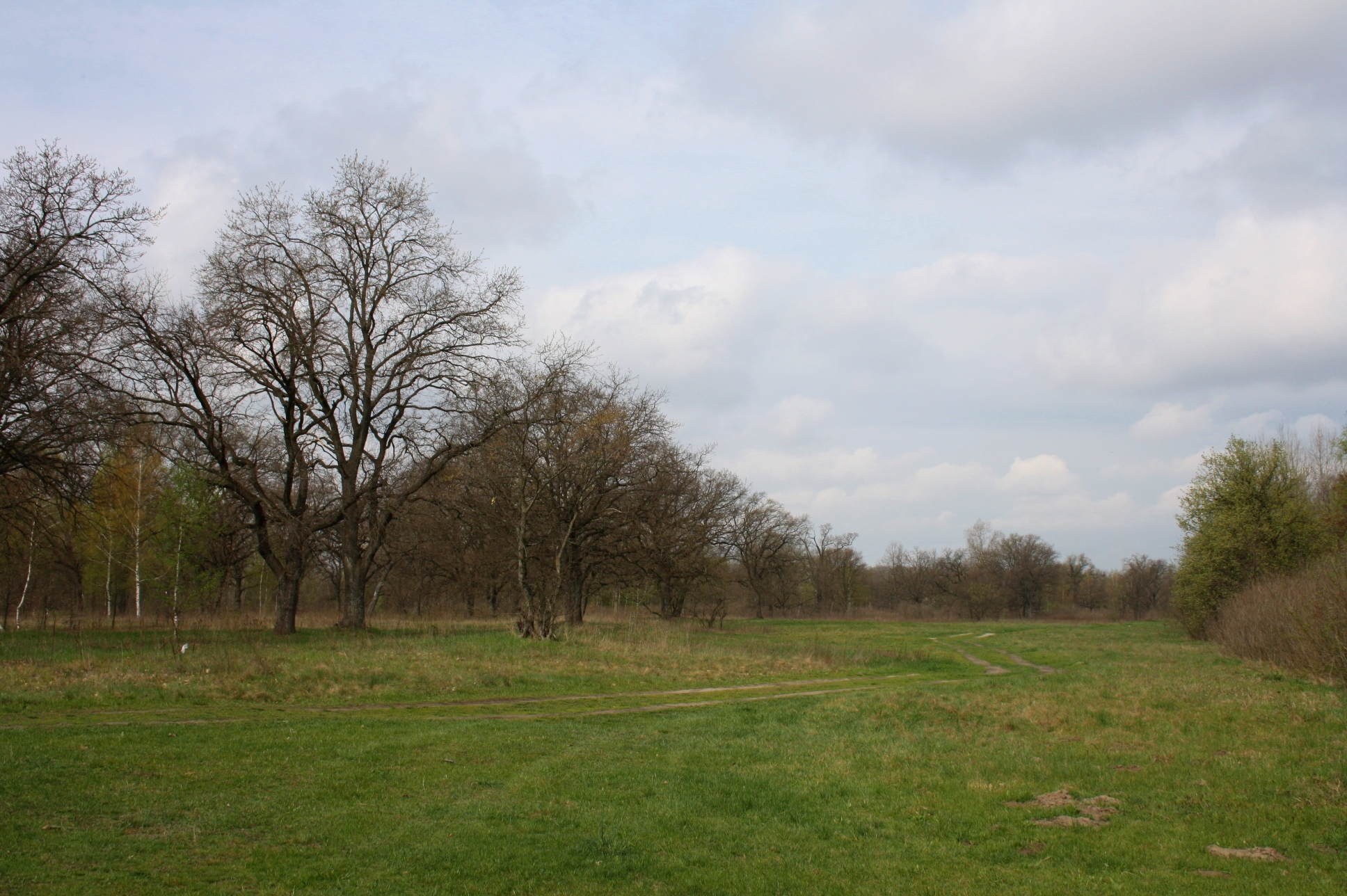
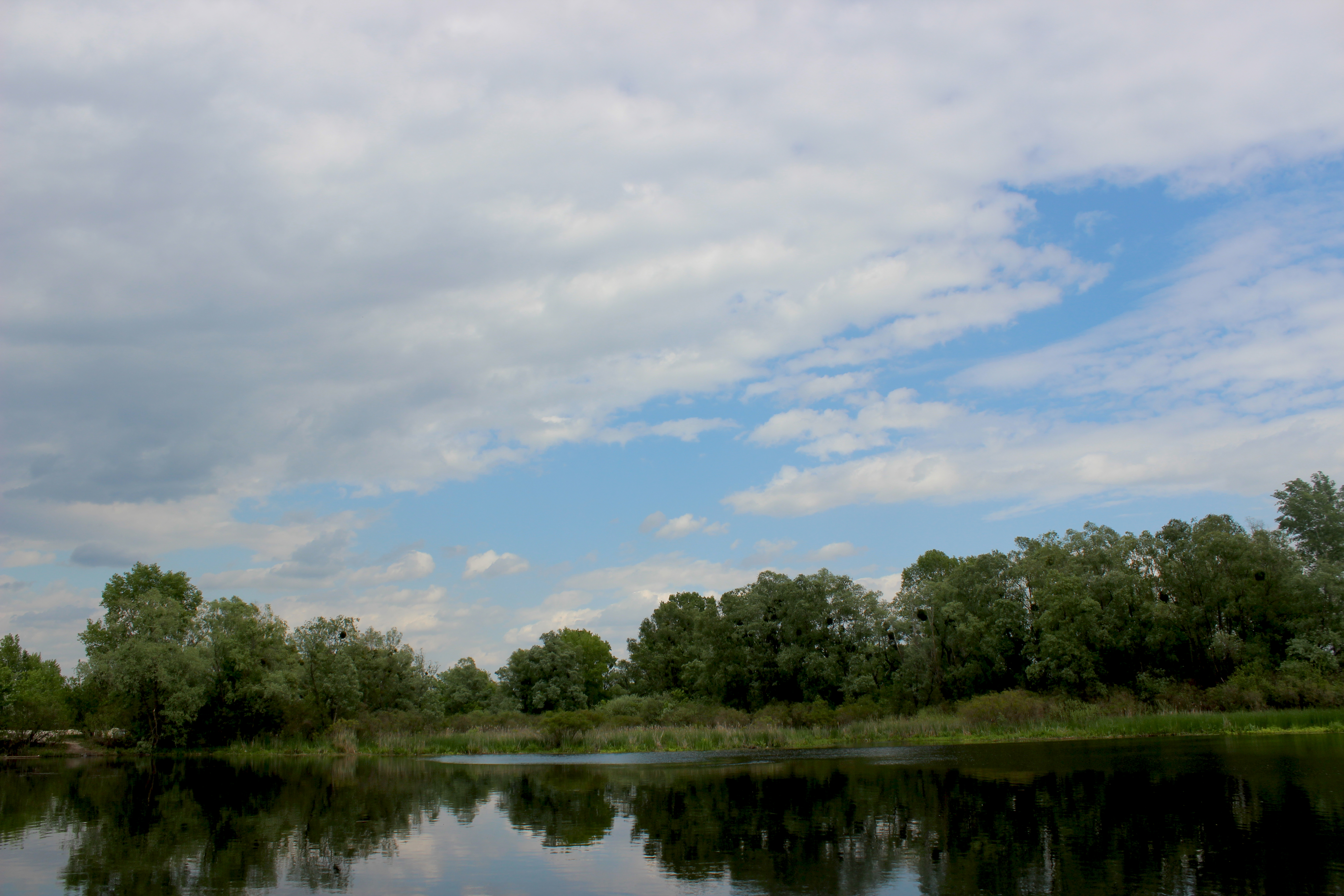